# Convento del Carmen (Santiago)
El Convento del Carmen o convento de Nuestra Señora del Monte Carmelo, en Santiago de Compostela, España, es un convento de mediados del siglo XVIII, primero de la orden de las Carmelitas Descalzas en Galicia. 
Lo funda en 1748 la madre Mª Antonia de Jesús (1700-1760), sobre terrenos pertenecientes a los condes de Priegue. El monasterio, muy sencillo y de solidez granítica fue construido bajo la dirección de “hermanos tracistas” de la Orden, los carmelitas José de los Santos y José de él Espíritu Santo. Se encuentra en la confluencia de las calles Os Loureiros y Santa Clara de Santiago.
La fachada de la Iglesia es de aspecto macizo, de gran sencillez y líneas depuradas, realizada en sillería de granito, y rematada con un frontón triangular. Bajo el frontón, rescuardada por una hornacina, hay una escultura de la Virgen del Carmen, obra atribuida al escultor José Gambino (1719-1775). La planta de la iglesia es de cruz latina, de una sola nave y de estilo neoclásico. Es notable la longitud de las pilastras que sostienen la bóveda.
El interior es continuación de la sencillez anunciada en el exterior. El retablo mayor, del siglo XIX, es de tendencia neoclásica. El altar mayor está presidido por una imagen de la Virgen del Carmen, obra del escultor Fabeiro, de la escuela compostelana. De Ferreiro, insigne escultor, son las imágenes de santa Teresa y san Juan de la Cruz que ocupan los altares laterales. En los ángulos del ábside hay dos capillas, una con la imagen de S. José, obra también de Ferreiro, y en la otra capilla un grupo escultórico del Descendimiento de la Cruz, de autor desconocido.